# Mastigopsis
Mastigopsis is een geslacht van inktvissen uit de  familie van de Mastigoteuthidae.

## Soort
- Mastigopsis hjorti (Chun, 1913)